# 和田りつ子
和田 りつ子（わだ りつこ、1969年5月30日 - ）は、関西を拠点に活動するパーソナリティー・レポーター、日本サッカー協会元1級審判員。京都府サッカー協会理事。京都府サッカーS級審判インストラクター。

## 人物・経歴
大阪府東大阪市出身。大学在学中からテレビ出演をしていたが、1994年、京都パープルサンガがJリーグ昇格を目指そうとしていたころ、京都放送ラジオでサンガの情報番組のキャスターを担当する。やがて『ハイヤングKYOTO (第二期)』木曜及び各曜日のミニコーナーを担当するようになり、“どんなにチームが連敗街道を続けても前向きにハイテンションなトーク”ぶりで、当時月曜担当であった日髙のり子も和田のモノマネをするなど、ネタにしていたほどであった。
そこからサッカーに対する造詣を深め、日本サッカー協会の審判資格試験を受ける。1997年には2級審判員資格を得てなみはや国体に審判員として参加した。2004年、京都府在住者で初めて日本サッカー協会女子1級審判員資格を取得。
以前はなでしこリーグなどの審判を務める一方で、スカパー!Jリーグ中継のレポーターを担当していた（現在は審判員は引退し、京都府サッカー協会理事、京都府のS級審判インストラクターを務める）。週刊サッカーマガジンなどに記事を執筆したことがある。レポーター時代は対戦する両チームのスタッフや選手に留まらず、クラブ全体の状況や、ときにはサポーターやスポンサー企業に至るまで、事前に入念な取材を実施し、ピッチサイドから状況に応じて的確なレポートを行っていた。審判員としての知識や経験から、試合中のジャッジに対する解説をアナウンサーから求められることもあった。
2021年2月 、奈良県大和高田市に開局したFMヤマトのパーソナリティーに就任。

## 出演
- Jリーグ中継（スカパー!）、エキサイティング!J（KBS京都テレビ）リポート（ビジサイド情報）、ヒーローインタビュー
スカパー!は京都サンガホーム戦の担当だが、2013年度は制作協力局がytvグループに変わっている。
- 第23回全国車いす駅伝競走大会実況中継（2012年2月19日 11:00 - 13:00、KBS京都ラジオ）第3中継所（烏丸紫明）実況
- 京都マラソン リポーター（2012年3月11日 KBS京都ラジオ）
京都シティハーフマラソンでは長きにわたりKBS京都ラジオでバイクリポーターを担当